# ماريو كارت 8
ماريو كارت 8 (بالإنجليزية: Mario Kart 8‎؛ باليابانية: マリオカート8‎، ‏ماريو كاتوه إيتو) هي لعبة سباقات كارتينج، وهي الجزء الثامن من سلسلة « ماريو كارت »، واللعبة الحادي عشر في نفس السلسلة، واللعبة متوفرة حصرياً على منصة وي يو. اللعبة من تطوير نينتندو إنترتينمنت أنالسيس أند دفيلوبمنت، ومن نشر نينتندو، وأصدرت في اليابان في 29 مايو، 2014، وفي أوروبا وأمريكا الشمالية في 30 مايو، 2014، وفي أستراليا في 31 مايو، 2014.

## ماريو كارت 8 ديلوكس

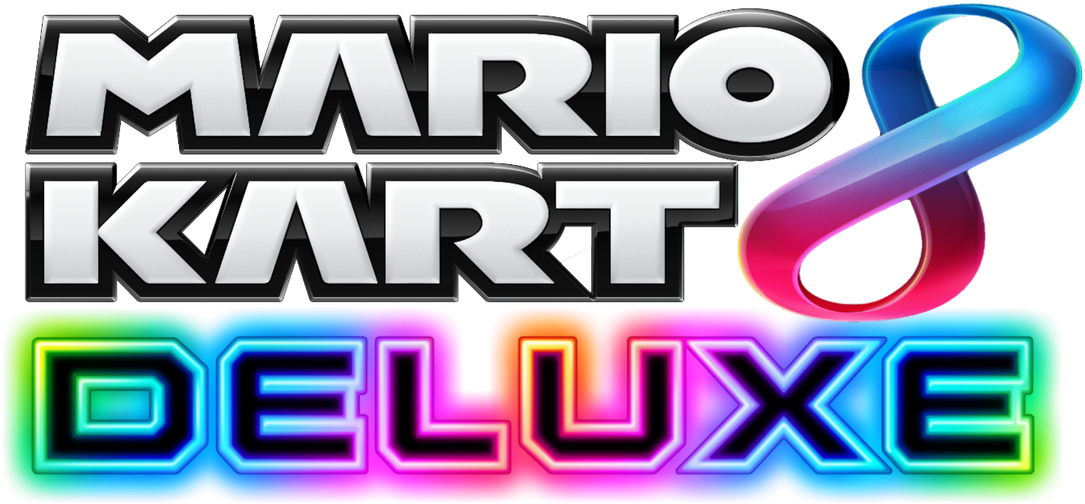
ماريو كارت 8 ديلوكس

ماريو كارت 8 ديلوكس هو إصدار محسن لجهاز نينتندو سويتش ، تم إصدارها في جميع أنحاء العالم في 28 أبريل 2017. يتضمن كل المحتوى القابل للتنزيل الذي تم إصداره مسبقًا ، والمحتوى الإضافي ، وتعديلات اللعب ، ورسومات 1080 بكسل في وضع التلفاز  ،  و 720 بكسل في الوضع المحمول.  تمت إعادة صياغة بعض الميزات في ماريو كارت 8 ديلوكس أو استعادتها من ألعاب ماريو كارت السابقة: يحتوي باتل مود على ثماني ساحات جديدة والعديد من أوضاع اللعب ؛ تتم استعادة عناصر بوو و فيذر ؛ ويمكن للاعبين حمل عنصرين في وقت واحد ، حتى لو لم يسحبوا العنصر الأول. تمت إضافة خمسة شخصيات إضافية قابلة للعب إلى القائمة ، بما في ذلك باوزر جونيور ، و دراي بونز ، و الملك بوو ، و إنكلينك بوي أند غيرل من سبلاتون ، و زي غولد ماريو غير القابلة للفتح لـ ميتل ماريو . تتضمن لعبة ماريو كارت 8 ديلوكس بدلات سباق جديدة لشخصيات مي التي تم إلغاء قفلها عبر أميبو ، وأجزاء كارت إضافية للتخصيص.  أكد رئيس تطوير البرمجيات في نينتندو ، شاينا تاكاشي ، في يوليو 2018 أن اللعبة ستتلقى المزيد من التحديثات ، أولا ، هو عبارة عن سيارة جديدة وزي بديل لـ لينك استنادًا إلى تلك الموجودة في ذا ليجند أوف زيلدا: بريث أوف ذا وايلد ، وصدر  في نفس الشهر. أضاف تحديث لاحق دعمًا لأجهزة نينتندو لابو الطرفية كوحدات تحكم متوافقة.[بحاجة لمصدر]